# Lillhärads församling
Lillhärads församling var en församling i Västerås stift och i Västerås kommun i Västmanlands län. Församlingen uppgick 2006 i Dingtuna-Lillhärads församling.

## Administrativ historik
Församlingen har medeltida ursprung och var till 1669 annexförsamling i pastoratet Dingtuna och Lillhärad för att därefter till 1 maj 1934 utgöra ett eget pastorat. Från 1 maj 1934 till 1962 var församlingen annexförsamling i pastoratet Skultuna, Lillhärad och Skerike för att därefter från 1962 till 2006 vara annexförsamling i pastoratet Dingtuna, Västerås-Barkarö och Lillhärad som 1971 utökades med Rytterne församling. Församlingen uppgick 2006 i Dingtuna-Lillhärads församling.

## Kyrkoherdar
| Ämbetstid  | Namn                        | Levnadstid | Övrigt                                     |
| ---------- | --------------------------- | ---------- | ------------------------------------------ |
| 1426, 1429 | Olavus                      |            |                                            |
|            | Paulus                      |            |                                            |
| 1573       | Ingemarus Olai              |            | Senare kyrkoherde i Folkärna församling.   |
| 1575–1580  | Ericus Laurentii            |            |                                            |
| 1594       | Joannes Jonae               |            |                                            |
| 1595–1611  | Michael Bothniensis         | –1611      |                                            |
| 1611–      | Hermannus Petri             | –1650      |                                            |
| 1649–1669  | Laurentius Olai Kolbeckius  | –1673      |                                            |
| 1669–1673  | Petrus Johannis Munktelius  | –1673      |                                            |
| 1674–1682  | Ericus Andreae Kilander     | –1682      |                                            |
| 1683–1701  | Petrus Erici Arbelius       | –1701      |                                            |
| 1702–1715  | Daniel Petri Dahlström      | –1715      |                                            |
| 1716–      | Samuel Arhusiander          |            | Senare kyrkoherde i Skultuna församling.   |
| 1741–1756  | Pehr Holstenius             | 1694–1756  |                                            |
| 1758–      | Johan Lundberg              |            | Senare kyrkoherde i Avesta församling.     |
| 1770–1774  | Johan Essén                 | 1720–1774  |                                            |
| 1776–1797  | Lars Carlsten               | 1723–1797  |                                            |
| 1800–      | Carl Lindbohm               |            | Senare kyrkoherde i Skultuna församling.   |
| 1822–      | Jonas Reutermark            |            | Senare kyrkoherde i Kungsåra församling.   |
| 1839–      | Gabriel Alexander Johansson |            | Senare kyrkoherde i Svedvi församling.     |
| 1839–1844  | Daniel Arosenius            | 1803–1861  | Senare kyrkoherde i Västervåla församling. |

## Organister
| Verksam   | Namn                             | Levnadstid | Övrigt                |
| --------- | -------------------------------- | ---------- | --------------------- |
| 1861-1866 | Karl Efraim Jäderlund            | 1835-1866  | Även klockare.        |
| 1867-1872 | Carl Bernhard Hillerström        | 1844-      |                       |
| 1872-1875 | Erik Johan Westerberg            | 1837-      |                       |
| 1875-1887 | Anders Petter Wahlström          | 1851-1887  |                       |
| 1888-1901 | Gustaf Albin Lundqvist           | 1865-      |                       |
| 1902-1916 | Sven Adolf Fredrik Karlsson      | 1850-      |                       |
| 1916-1924 | Erik Gabriel Eriksson            | 1859-      |                       |
| 1924-1938 | Einar Gustaf Gerhard Almén       | 1896-      |                       |
| 1938      | Axel Sors                        | 1907-      | Vikarierade organist. |
| 1939-1942 | Josef Eliasson                   | 1909-      |                       |
| 1942-1945 | Baltsar Sam Axel Neiman          | 1919-      |                       |
| 1946-1949 | Sven Wik                         | 1919-      |                       |
| 1950-1951 | K. Hjalmar Nähr                  | 1909-      |                       |
| 1951-     | Karin Gärda Maria Elisab Nyström | 1905-      |                       |

## Kyrkor
- Lillhärads kyrka